# Novak Martinović
Novak Martinović (in serbo Hoвaк Mapтинoвић?; Belgrado, 31 gennaio 1985) è un ex calciatore serbo, di ruolo difensore.